# Omorgus alternans
Omorgus alternans is een keversoort uit de familie beenderknagers (Trogidae). De wetenschappelijke naam van de soort is voor het eerst geldig gepubliceerd in 1827 door Macleay in King.